# Paralastor darwinianus
Paralastor darwinianus är en stekelart som beskrevs av Perkins 1914. Paralastor darwinianus ingår i släktet Paralastor och familjen Eumenidae. Inga underarter finns listade i Catalogue of Life.